# Galerucella tenella
{{Bảng phân loại
| name = Galerucella tenella
| image = Galerucella tenella.JPG
| image caption = Galerucella tenella
| regnum = Animalia 
| phylum = Arthropoda 
| classis = Insecta 
| ordo = Coleoptera
| familia = Chrysomelidae
| genus = Galerucella
| species = G. tenella
| binomial = Galerucella tenella
| binomial_authority = Linnaeus, 1761
Galerucella tenella là một loài bọ cánh cứng trong họ Chrysomelidae. Loài này được Linnaeus miêu tả khoa học năm 1761.